# علی سورملی
علی سورملی (زاده ۷ آوریل ۱۹۵۹،سولهان، بینگول ،ترکیه) بازیگر سینما و تئاتر ترکیه‌ای است. وی فعالیت هنری خود را در سینما در سال ۱۹۸۶ با بازی در فیلمی به کارگردانی حالیت رفیق آغاز نمود و تاکنون در بیش از سی فیلم سینمایی ترکیه ایفای نقش نموده‌است.

## زندگی و حرفه
او اصالتاً زازا است او اصالتا اهل موش - روستای واراتو عمریان است. پدرش پستچی بود که در بسیاری از شهرهای آناتولی کار می‌کرد. او به دلیل وظایف پدرش در سولهان، کارلیوا، الازیق، پالو، کوانجیلار، دیاربکر و بورسا زندگی می‌کرد. سورملی که فارغ‌التحصیل رشته تئاتر دانشگاه هنرهای زیبای معمار سنان است (۱۹۸۵)، در تئاتر خیابانی، تئاتر دوست‌ها و اداره کل تئاترهای دولتی کار می‌کرد. او در فیلم‌ها و سریال‌های تلویزیونی بازی کرد. اولین نقش اصلی او در فیلم رویا، واقعیت و سینما به کارگردانی تولای اراتالای در سال ۱۹۹۵ بود. او در تلویزیون با سریال دل دیوانه شناخته شد. او در سریال آشیانه گرگ‌ها: کمین نقش زازا دایی را بازی کرد. بعدها در سریال تصادف نقش جانسیز را بازی کرد. بعدها در سریال راهزنان در دنیا حکومت نمی‌کنند در نقش دوغان بابا بازی کرد. در نهایت او در سریال تلویزیونی نام من فرح که از شبکه فاکس پخش شد، نقش اورهان کوشانر را بازی کرد.

## فیلم‌شناسی
- معجزه ۲۰۱۵
- کلپاچینو ۲۰۰۹
- فرشته سپید ۲۰۰۷
- فیلم‌ها و علف ۲۰۰۱
- تصادف ۲۰۱۸
- راهزنان در دنیا حکومت نمیکنند ۲۰٢۱